# Blethisa
Blethisa (лат.) — род жуков-жужелиц из подсемейства тинников. Описано восемь видов, которые встречаются в Европе, России, Монголии, Казахстане, США и Канаде, где населяют болотистые местности.

## Описание
Представители данного рода характеризуются следующими признаками: голова с глубокими лобными бороздками, соединёнными поперечным вдавлением; лобные и надглазничные бороздки очень глубокие, соединены поперечной перемычкой; боковые края переднеспинки широко распластаны и отогнуты кверху; основание переднеспинки окаймлённые; надкрылья с полным базальным базальным бортиком и отчётливыми пунктированными бороздками; дискальные щетинки имеются в третьем и пятом промежутках; на надкрыльях точечные бороздки и два ряда гладчатых ямчатых пятен.